# فايريس
فايريس (بالفرنسية: Vayres)‏ هي بلدية في مقاطعة فيين العليا بمنطقة أقطانية الجديدة، غرب فرنسا.